# Селайда (Колорадо)
Селайда (англ. Salida) — місто (англ. city) в США, в окрузі Чаффі штату Колорадо. Населення — 5666 осіб (2020).

## Географія
Селайда розташована за координатами 38°31′49″ пн. ш. 105°59′56″ зх. д. / 38.53028° пн. ш. 105.99889° зх. д. (38.530299, -105.998809).  За даними Бюро перепису населення США в 2010 році місто мало площу 6,67 км², уся площа — суходіл.

### Клімат
Місто знаходиться у зоні, котра характеризується континентальним субарктичним кліматом. Найтепліший місяць — липень із середньою температурою 18.8 °C (65.9 °F). Найхолодніший місяць — січень, із середньою температурою -2.9 °С (26.8 °F).
| Клімат Селайди          | Клімат Селайди | Клімат Селайди | Клімат Селайди | Клімат Селайди | Клімат Селайди | Клімат Селайди | Клімат Селайди | Клімат Селайди | Клімат Селайди | Клімат Селайди | Клімат Селайди | Клімат Селайди | Клімат Селайди |
| Показник                | Січ.           | Лют.           | Бер.           | Квіт.          | Трав.          | Черв.          | Лип.           | Серп.          | Вер.           | Жовт.          | Лист.          | Груд.          | Рік            |
| Абсолютний максимум, °C | 10,5           | 11,1           | 14,4           | 18,6           | 24,2           | 29,2           | 30,6           | 29,3           | 26,7           | 20,7           | 16,9           | 10,5           | 30,6           |
| Середній максимум, °C   | 5,3            | 7,4            | 10,5           | 14,2           | 19,9           | 25,8           | 28,5           | 27,2           | 23,5           | 17,4           | 9,4            | 5,5            | 16,2           |
| Середня температура, °C | −2,9           | −1             | 2,3            | 5,7            | 11             | 16             | 18,8           | 17,8           | 13,8           | 7,7            | 1,4            | −2,6           | 7,3            |
| Середній мінімум, °C    | −11,2          | −9,5           | −5,9           | −2,7           | 2              | 6,2            | 9,2            | 8,5            | 4,2            | −2,1           | −6,7           | −10,7          | −1,6           |
| Абсолютний мінімум, °C  | −15,5          | −12,7          | −8,6           | −5,2           | 0,3            | 4,2            | 6,5            | 6,8            | 2,7            | −5,4           | −10,5          | −13,5          | −15,5          |
| Норма опадів, мм        | 4              | 6              | 16             | 18             | 26             | 20             | 32             | 39             | 22             | 22             | 8              | 7              | 220            |
| Днів з опадами          | 2              | 2              | 3              | 3              | 4              | 4              | 8              | 7              | 3              | 4              | 2              | 2              | 44             |
| ----------------------- | -------------- | -------------- | -------------- | -------------- | -------------- | -------------- | -------------- | -------------- | -------------- | -------------- | -------------- | -------------- | -------------- |
| Джерело: Weatherbase    |                |                |                |                |                |                |                |                |                |                |                |                |                |

## Демографія
Згідно з переписом 2010 року, у місті мешкало 5236 осіб у 2515 домогосподарствах у складі 1351 родини. Густота населення становила 785 осіб/км².  Було 2894 помешкання (434/км²).
Расовий склад населення:
| - 93,7 % — білих - 1,1 % — корінних американців - 0,4 % — азіатів - 0,2 % — чорних або афроамериканців - 2,6 % — осіб інших рас |

До двох чи більше рас належало 1,9 %. Частка іспаномовних становила 11,0 % від усіх жителів.
За віковим діапазоном населення розподілялося таким чином: 17,9 % — особи молодші 18 років, 61,5 % — особи у віці 18—64 років, 20,6 % — особи у віці 65 років та старші. Медіана віку мешканця становила 46,2 року. На 100 осіб жіночої статі у місті припадало 96,2 чоловіків;  на 100 жінок у віці від 18 років та старших — 93,5 чоловіків також старших 18 років.
Середній дохід на одне домашнє господарство  становив 53 946 доларів США (медіана — 40 801), а середній дохід на одну сім'ю — 66 478 доларів (медіана — 61 818). Медіана доходів становила 37 350 доларів для чоловіків та 34 973 долари для жінок. За межею бідності перебувало 10,3 % осіб, у тому числі 11,7 % дітей у віці до 18 років та 7,3 % осіб у віці 65 років та старших.
Цивільне працевлаштоване населення становило 2491 осіб. Основні галузі зайнятості: роздрібна торгівля — 19,9 %, освіта, охорона здоров'я та соціальна допомога — 19,0 %, мистецтво, розваги та відпочинок — 11,9 %, науковці, спеціалісти, менеджери — 11,6 %.